# 伊斯特維尤 (紐約州)
伊斯特維尤（英語：Eastview）是位於美國紐約州西徹斯特縣的非建制地區。

## 地理
伊斯特維尤所處的海拔為高於海平面70米（即230英呎），而該地所採用的時區為UTC-5，即北美东部时区（EST）。同時該地設有夏令時間，為UTC-5調快一小時，即UTC-4（EDT）。